# Laestadia periclymeni
Laestadia periclymeni är en svampart som beskrevs av Pass. 1888. Laestadia periclymeni ingår i släktet Laestadia och familjen Gnomoniaceae.   Inga underarter finns listade i Catalogue of Life.